# Pitti Polak
Pitti Polak was een Belgische popgroep uit de jaren 1990, rond zangeres Petra 'Pitti' Polak. Hun bekendste single was "Poor, Stupid and Ugly" uit 1990. Andere hitjes waren "Silly Coincidence" en "Happy Doing Nothing", alle uit de debuutplaat. De volgende cd's braken geen potten meer en de groep hield op te bestaan. In 2005 speelden ze nog een eenmalig reünieoptreden. 
Petra Polak werd na haar muzikale carrière terug onderwijzeres. Drummer Bob Campenaerts speelde na Pitti Polak bij Soul Sucker.

## Leden
- Petra 'Pitti' Polak : zang
- Paul Grauwels : gitaar
- Fernand Bernauw : orgel / piano
- Paul Mertens : bass
- Bob Campenaerts : drums

## Discografie
- Silly Coincidence (1992)
- Spirit (1994)
- Pictures Lie (1998)